# Салвадор-де-Брітейруш
Салвадор-де-Брітейруш (порт. Salvador de Briteiros; МФА: [saɫ.vɐ.ˈdoɾ dɨ bɾi.ˈtɐj.ɾuʃ]) — парафія в Португалії, у муніципалітеті Гімарайнш. Розташована в північно-західній частині країни, на теренах історичної португальської провінції Дору-Міню. Входить до складу округу Брага. За адміністративним поділом, чинним до 1976 року, терени парафії були складовою провінції Міню. Належить до Бразької архідіоцезії Католицької церкви. Патрон — Ісус Христос. Площа — 4,3361 км². Населення — 980 ос. (2011). Сильно урбанізований регіон. Густота населення — 226,01 осіб/км²
. Код — 030841.

## Назва
- Брітейруш (Салвадор) (порт. Briteiros (Salvador)) — офіційна назва.

## Населення
| Кількість мешканців | Кількість мешканців | Кількість мешканців | Кількість мешканців | Кількість мешканців | Кількість мешканців | Кількість мешканців | Кількість мешканців | Кількість мешканців | Кількість мешканців | Кількість мешканців | Кількість мешканців | Кількість мешканців | Кількість мешканців | Кількість мешканців |
| ------------------- | ------------------- | ------------------- | ------------------- | ------------------- | ------------------- | ------------------- | ------------------- | ------------------- | ------------------- | ------------------- | ------------------- | ------------------- | ------------------- | ------------------- |
| 1864                | 1878                | 1890                | 1900                | 1911                | 1920                | 1930                | 1940                | 1950                | 1960                | 1970                | 1981                | 1991                | 2001                | 2011                |
| 441                 | 499                 | 489                 | 468                 | 532                 | 574                 | 606                 | 685                 | 778                 | 986                 | 1 056               | 1 177               | 1 242               | 1 248               | 980                 |